# Amika en ik
Amika en ik is een album van Amika. Het album verscheen op 18 oktober 2010. Amika is uitgegeven onder het label van Studio 100. Het album bestaat uit 13 nummers.

## Tracklist
| #  | Titel                 | Tijd |
| -- | --------------------- | ---- |
| 1  | Violen in mijn hoofd  | 2:35 |
| 2  | Vlinder               | 3:33 |
| 3  | Verstoppertje         | 2:59 |
| 4  | Ik zing een lied      | 3:16 |
| 5  | Amika en ik           | 3:19 |
| 6  | Engeltjes             | 2:58 |
| 7  | Ik vlieg              | 3:19 |
| 8  | Wie ben jij           | 3:19 |
| 9  | Madeliefje            | 3:12 |
| 10 | A.M.I.K.A.            | 3:25 |
| 11 | Dicht bij mij         | 3:08 |
| 12 | Als ik jou zie        | 3:21 |
| 13 | Ik wil bij je blijven | 3:17 |